# 岸和田市議会
岸和田市議会（きしわだしぎかい）は、大阪府岸和田市に設置されている地方議会である

## 概要
- 定数：24人[1]
- 任期：2025年2月2日 - 2029年2月1日
- 議長：烏野隆生（きしわだ未来）
- 副議長：田中市子（日本共産党）

| 会派名           | 議席数 | 議員名（◎は幹事長）                                       |
| ---------------- | ------ | --------------------------------------------------------- |
| 公明党           | 6      | ◎岩崎雅秋、南加代子、友永修、桑原佳一、米田貴志、松本妙子 |
| 日本共産党       | 4      | ◎中井良介、田中市子、海老原友子、岸田厚                   |
| 無所属フォーラム | 3      | ◎井舎英生、宇野真悟、昼馬光一                             |
| にじの会         | 3      | ◎高比良正明、殿本マリ子、河合達雄                         |
| きしわだ未来     | 3      | ◎烏野隆生、反甫旭、小西拓槙                               |
| 次世代政策会議   | 2      | ◎京西且哲、西田武史                                       |
| 大阪維新の会     | 2      | ◎中岡佐織、藤原豊和                                       |
| 無所属クラブ     | 1      | 永野紗代                                                  |
| 計               | 24     |                                                           |

（2025年2月6日現在）

## 議員報酬等
| 役職   | 報酬            | 政務活動費 |
| ------ | --------------- | ---------- |
| 議長   | 月額 66万0000円 | 月額 5万円 |
| 副議長 | 月額 63万0000円 | 月額 5万円 |
| 議員   | 月額 60万0000円 | 月額 5万円 |

- 別途、年2回期末手当あり
- 政務活動費の残金は市に返還する義務がある
- 議員年金は2011年（平成23年）6月1日で廃止されている

## 沿革
2023年
- 4月23日 - 岸和田市議会議員選挙執行。定数24に対し33人が立候補した。大阪維新の会は現職2人、新人5人を擁立。現職の倉田賢一郎、新人の中岡佐織、藤原豊和、橘川亜紀の計4人が当選した。投票率38.64％[4]。
- 5月27日 - 公明党の松本妙子が議長に就任。岸和田市議会で女性が議長になったのは初めて[5][6]。

2024年
- 11月28日 - 永野耕平市長から2019年からおよそ1年半にわたり性行為を強要されたとして、府内の女性が約2280万円の損害賠償を求める訴訟を大阪地裁に起こしていたことが報道により明らかになった。女性は強制性交等罪で大阪府警に被害届を提出したが大阪地検が2021年12月に不起訴としたことも明らかとされた[7][8][9]。
- 12月3日 - 市議会は永野の説明を聞くため、全員協議会を開催。永野は「内容については裁判で秘匿することになっている」として事実関係について説明しなかった。市議の一人が「市長は維新の公認を得る際、党の除名処分を受けた場合には職を辞するという趣旨の誓約書を交わしている」と指摘し、「除名されれば辞職するのか」と問うと、永野は「そのような対応になる」と答えた[10]。
- 12月9日 - 定例会が開会。市議会は臨時幹事長会議を開き、12月20日までの市議会定例会の会期中、本会議や委員会に永野の出席を求めないことを全会派一致で決定し、永野に申し入れ書を提出した[11]。
- 12月20日 - 永野に対する不信任決議案が市議会に提出され、賛成20、反対4で可決・成立した[注 1]。反対したのは藤原豊和（大阪維新の会）、倉田賢一郎（同）、橘川亜紀（同）、高比良正明（にじの会）の4人[12][13]。
- 12月24日 - 永野は市議会を解散した[14]。

2025年
- 2月2日 - 岸和田市議会議員選挙執行。定数24に対し29人が立候補した。投票率40.23％。永野耕平の妻の永野紗代は21番目の得票数で初当選した。不信任決議案に反対した4人の議員のうち、橘川を除く3人が立候補し、倉田は次点で落選した[15]。
- 2月17日 - 永野市長に対する2度目の不信任決議案が市議会に提出された。永野紗代は地方自治法117条の「除斥」と呼ばれる規定により議場に入ることができなかった。永野紗代を除く23人全員の賛成により可決し、永野は自動的に失職した。妻の紗代は決議案の提出前にメディアの取材に応じ、「採決に参加できないのは法律なのでしかたないが、もっと早く教えてもらいたかった」と話した[16]。
- 4月6日 - 岸和田市長選挙執行。失職した永野、郵便局長の佐野英利ら4人が立候補した出直し選挙において、24人の市議のうち、永野紗代、大阪維新の会の中岡佐織と藤原豊和の3人を除く21人が共闘して佐野を支援した。佐野が永野に6倍以上の差をつけ初当選した[17][18]。

## 選挙

### 2025年岸和田市議会議員選挙
2025年2月2日執行　当日有権者数：154,752人　最終投票率：40.23%　定数：24人　立候補者数：29人
| 順位 | 当落 | 候補者名   | 年齢 | 所属党派            | 新旧別 | 得票数 |
| ---- | ---- | ---------- | ---- | ------------------- | ------ | ------ |
| 1    | 当   | 米田貴志   | 60   | 公明党              | 現     | 3,466  |
| 2    | 当   | 中岡佐織   | 49   | 大阪維新の会        | 現     | 3,050  |
| 3    | 当   | 烏野隆生   | 55   | 無所属              | 現     | 2,899  |
| 4    | 当   | 藤原豊和   | 46   | 大阪維新の会        | 現     | 2,870  |
| 5    | 当   | 西田武史   | 59   | 無所属              | 現     | 2,738  |
| 6    | 当   | 松本妙子   | 67   | 公明党              | 現     | 2,639  |
| 7    | 当   | 反甫旭     | 36   | 自由民主党          | 現     | 2,539  |
| 8    | 当   | 南加代子   | 63   | 公明党              | 現     | 2,473  |
| 9    | 当   | 殿本マリ子 | 72   | 無所属              | 現     | 2,363  |
| 10   | 当   | 友永修     | 57   | 公明党              | 現     | 2,302  |
| 11   | 当   | 海老原友子 | 66   | 日本共産党          | 現     | 2,287  |
| 12   | 当   | 田中市子   | 65   | 日本共産党          | 現     | 2,253  |
| 13   | 当   | 中井良介   | 77   | 日本共産党          | 現     | 2,194  |
| 14   | 当   | 高比良正明 | 57   | 無所属              | 現     | 2,156  |
| 15   | 当   | 井舎英生   | 78   | 無所属              | 現     | 2,082  |
| 16   | 当   | 岩崎雅秋   | 63   | 公明党              | 現     | 2,063  |
| 17   | 当   | 岸田厚     | 63   | 日本共産党          | 現     | 2,040  |
| 18   | 当   | 桑原佳一   | 62   | 公明党              | 現     | 1,994  |
| 19   | 当   | 宇野真悟   | 37   | 無所属              | 現     | 1,962  |
| 20   | 当   | 小西拓槙   | 37   | 無所属              | 新     | 1,938  |
| 21   | 当   | 永野紗代   | 38   | 無所属              | 新     | 1,837  |
| 22   | 当   | 昼馬光一   | 75   | 無所属              | 現     | 1,835  |
| 23   | 当   | 河合達雄   | 61   | 無所属              | 現     | 1,760  |
| 24   | 当   | 京西且哲   | 64   | 無所属              | 現     | 1,739  |
| 25   | 落   | 倉田賢一郎 | 46   | 大阪維新の会        | 現     | 1,541  |
| 26   | 落   | 大嶋千代治 | 62   | 自由民主党          | 新     | 1,531  |
| 27   | 落   | 原友美     | 46   | 無所属              | 新     | 1,449  |
| 28   | 落   | 津司彩     | 47   | 無所属              | 新     | 0823   |
| 29   | 落   | 福井完樹   | 53   | NHKから国民を守る党 | 新     | 0760   |